# Jean-Marc Ferreri
Jean-Marc Ferreri (Charlieu, 26 december 1962) is een voormalig Franse profvoetballer van Italiaanse origine. Hij speelde als  aanvallende middenvelder.

## Levensloop en carrière
Ferreri kwam ter wereld in Charlieu, een klein plaatsje in het departement Loire. Als kind speelde hij bij een club in het plaatsje Pouilly-sous-Charlieu, totdat hij ontdekt werd door Guy Roux, destijds trainer van AJ Auxerre. In 1976 werd hij geselecteerd voor de club en pas in 1978 werd hij in het volwassenenteam geplaatst. In eerste instantie voetbalde hij in het B-elftal van AJ Auxerre, waarbij hij soms mocht voetballen in het eerste elftal. Vanaf 1981 werd hij geplaatst in het A-team. Tot 1986 bleef hij nog spelen voor Auxerre. Toen verkaste hij naar Bordeaux, waar hij vijf seizoenen lang in dienst was. Na vijf seizoenen, in 1991, keerde Ferreri terug naar AJ Auxerre. Daar speelde hij één seizoen, toen Olympique Marseille de middenvelder overnam. Hij speelde er maar sporadisch en tekende na een jaar, in 1993, voor Martigues, een club die destijds vooral fungeerde om jong talent van Marseille te laten groeien. Na één jaar keerde hij terug naar Marseille, waar hij nog voor twee seizoenen zou spelen. Vervolgens tekende hij voor een seizoen bij SC Toulon. Daarna vertrok hij naar Zwitserland, naar FC Zürich, ook daar speelde hij slechts één seizoen. Zijn carrière beëindigde Ferreri in Saint-Denis Saint-Leu, waar hij zijn laatste seizoen speelde.

### Interlandcarrière
In 1984 speelde Ferreri mee in het EK, wat georganiseerd werd door de Fransen. Het Franse nationale team won dat jaar de Europese titel. Ook speelde hij in 1986 mee met het WK, wat dat jaar plaatsvond in Mexico. Frankrijk werd bij dat kampioenschap derde.